# Chơi với quỷ sứ (phim)
Chơi với quỷ sứ (tiếng Séc: Hrátky s čertem) là một bộ phim thần tiên - cổ tích của đạo diễn Josef Mach, ra mắt lần đầu năm 1956.
Truyện phim dựa theo vở hài kịch cùng tên của nhà văn Jan Drda.

## Diễn viên
- Josef Bek... Martin Jacket
- Eva Klepáčová... Katcha
- Alena Vránová... Dišperanda
- František Smolík... Scholasticus
- Jaroslav Vojta... Sarka Farka
- Bohuš Záhorský... Vua
- Stanislav Neumann... Omnimor
- František Filipovský... Karborund
- Josef Vinklář... Lucius
- Ladislav Pešek... Belzebub
- Vladimír Ráž... Solfernus
- Rudolf Deyl, Jr.... Belial
- Antonín Šůra... Theofil
- Josef Mixa... Hubert
- Jiřina Bílá... Vợ bác nông dân